# بيئة شخصية
أي بيئة تتعرض لاستخدامات مختلفة من الأفراد، وكل فرد له طريقته التي تناسبه في الاستخدام، بناء على حاجاته ومقدراته في تطويع البيئة وبناء حسب خياله الذي يقترح له الحلول.
والمبنى الذي بني ليكون للسكن قد يتحول إلى مستوصف أو محل تجاري وهكذا.
وكل استخدام يأتي به الفريق يعبر عن حاجة ذلك الفريق. وقد سمي ذلك الاستخدام بالبيئة الشخصية. فإذا تمتع الفريق الساكن بحرية التصرف فستكون هذه الحرية حافزا له لتغير بيئته لتلائم رغباته المتغيرة، وبذلك يظهر عدد لا نهائي من البيئات الشخصية. أي ان الأعيان التي هي في الاذعاني المتحد لها قابلية أعلى لتلبية رغبات السكان.
جميع هذه النظريات تلتقي في نقطة واحدة وهي ان تراكم التجارب بين الأجيال هي التي أوجدت حجم الأماكن وتنسيقها من خلال الأعراف لتعطي للمجتمعات بيئة ذات عطاء أكبر, لتفي بأكبر قدر ممكن من البيئات الشخصية.